# Nowa lewica
Nowa lewica (ang. New Left) – ruch społeczno-polityczny powstały po 1964. Jego głównym ideologiem był Herbert Marcuse. Termin „nowa lewica” upowszechnił Charles Wright Mills w eseju Letter to the New Left (1960). Rozwijał się on szczególnie w środowiskach akademickich i intelektualnych. Jego powstanie wiązało się z protestami przeciwko zatruciu środowiska, wojnom i zbrojeniom atomowym, nawoływała do ograniczenia konsumpcjonizmu i autorytarnych tendencji państwa.

## Założenia
Ruch czerpie z filozofii anarchistów (Michaił Bakunin) jak i neomarksistów (Herbert Marcuse). Za „ojca” nowej lewicy często uważany jest niemiecko-amerykański socjolog Herbert Marcuse. Marcuse odrzucał teorię walki klas i marksistowską troskę o prawa pracownicze. Według filozofa Leszka Kołakowskiego Marcuse deklarował, że „wszystkie kwestie egzystencji materialnej zostały rozwiązane, polecenia i zakazy moralne nie są już istotne”. Uważał erotyczną realizację człowieka jako prawdziwą metodą wyzwolenia ludzkości, czym wpłynął na poglądy Jerry’ego Rubina i Youth International Party. Inny działacz Nowej Lewicy, Ernst Bloch, wierzył, że socjalizm może być środkiem realizacji dla wszystkich ludzi, co uważał za „osiągnięcie nieśmiertelności i stworzenie Boga”.
Ruchy nowolewicowe mają charakter kontestacyjny - kontestują wartości autorytetów, instytucji, kościołów (ruch tzw. księży kontestatorów), potępiano konsumpcjonizm i przemysłowy model społeczny który uznany został za opresyjny i budujący ograniczenia. Nowa lewica nigdy nie utworzyła jednolitej, spójnej koncepcji ideowej - była zbiorem poglądów zaczerpniętych z idei takich jak trockizm, anarchizm, maoizm, marksizm, liberalizm, egzystencjalizm i poglądów różnych religii. Wszystkie ruchy nowej lewicy odrzucały założenia „starej lewicy”, a więc socjaldemokracji i marksizmu-leninizmu. Hasłem ideowym nowej lewicy było 3 x M (Marks, Mao, Marcuse).
Krytyce poddano Związek Socjalistycznych Republik Radzieckich co zbliżało ruch do trockizmu. Według Herberta Marcusego izolacja ZSRR zmusiła Włodzimierza Lenina (a później Józefa Stalina) do uprzemysłowienia kraju i dostosowania gospodarki ZSRR do wymogów konkurencji z krajami kapitalistycznym.

### Aspekty rasowe

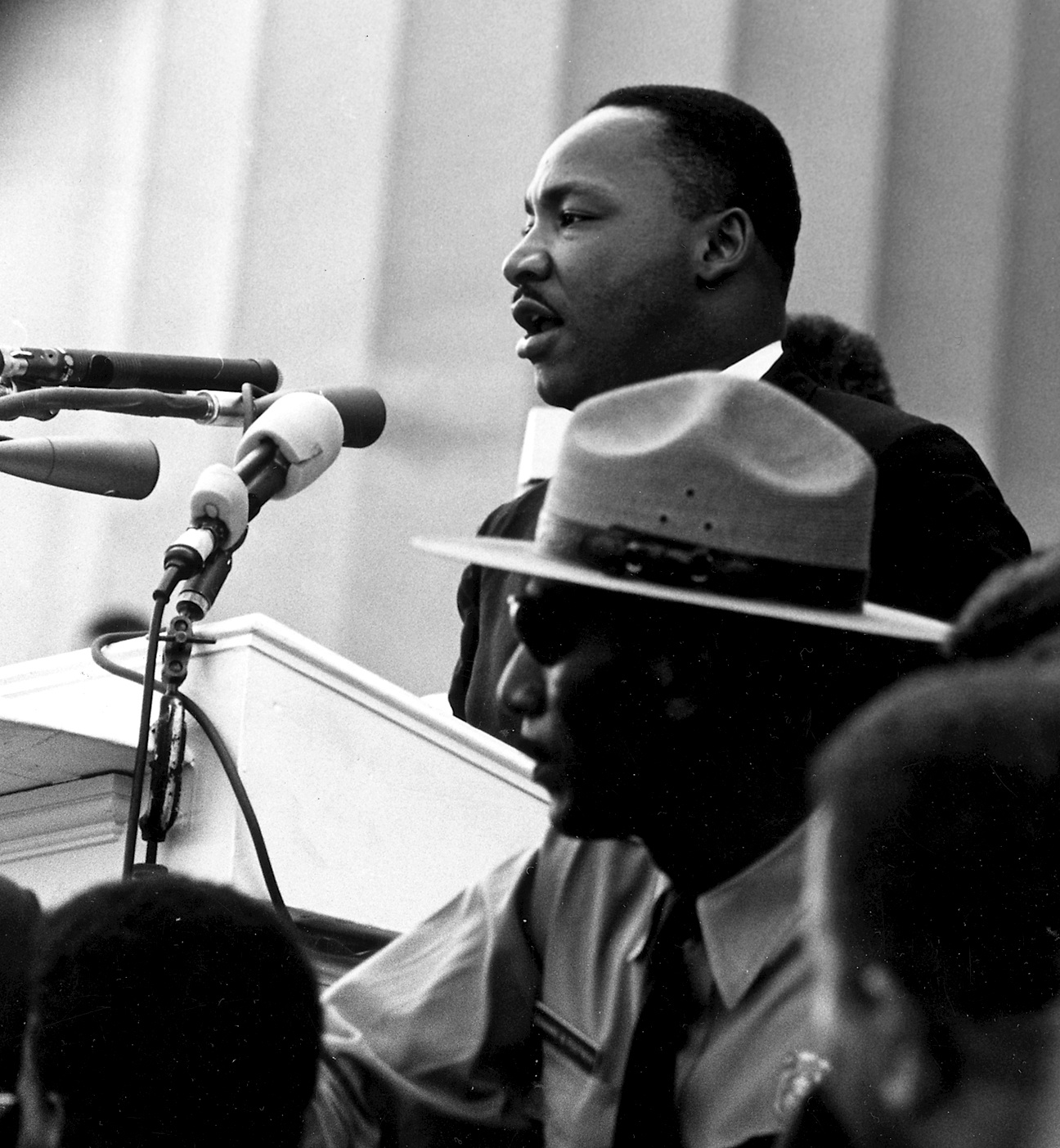
Martin Luther King

Początków ruchu Nowej Lewicy należy upatrywać w walce czarnej ludności zamieszkującej USA o uznanie jej pełnych praw obywatelskich oraz sprzeciwach wobec segregacji rasowej akceptowanej nawet w ustawodawstwie. Jako prekursora tego ruchu uznaje się pastora Martina Luthera Kinga, a formalny początek działań datowany jest na rok 1956, czyli na pierwsze wystąpienie pastora. M.L. King zdobył sobie uznanie młodzieży amerykańskiej, która w ramach solidarności z czarnoskórymi obywatelami domagała się zniesienia segregacji rasowej (tworząc m.in. Pokojowy Komitet Koordynacyjny Studentów (ang. Student Nonviolent Coordinating Committee, SNCC)). W 1963 King zorganizował marsz na Waszyngton, który zgromadził 250 tys. uczestników. Był to wyraz poparcia społeczeństwa dla „sprawy murzyńskiej”. Trzy lata później podobną manifestację urządzono w poprzek Missisipi. Przyniósł on ogromną popularność hasłu „Black Power”.
Konsekwencją tych tendencji było utworzenie Black Panther Party, której zadaniem była walka o prawa Afroamerykanów.

## Historia

### Geneza
Jednym z wydarzeń, które ukształtowały ruch, była fala destalinizacji w Związku Radzieckim. Nikita Chruszczow wygłosił w lutym 1956, mowę „Kult jednostki i jej konsekwencje”, będąca sygnałem na zmiany w krajach bloku wschodnim, nadzieje zachodniej lewicy zostały jednak rozbite przez spacyfikowanie rewolucji węgierskiej 1956 roku. Zdezorientowani działacze Komunistycznej Partii USA, Komunistycznej Partii Wielkiej Brytanii i Japońskiej Partii Komunistycznej, zwrócili się w kierunku poszukiwania nowego nurtu. Młodzi marksiści i intelektualiści, obserwując niepowodzenie komunistycznych organizacji politycznych, zaczęli rozwijać bardziej demokratyczne podejście do polityki, krytykując centralizacje i wewnątrzpartyjny autorytaryzm partii lewicowych głównego nurtu. Działacze komunistyczni rozczarowani realnym socjalizmem z powodu jego autorytarnego charakteru sprawowania władzy, ostatecznie uformowali termin „nowej lewicy”, najpierw wśród komunistycznych intelektualistów wewnątrz Brytyjskiej Partii Komunistycznej, a wkrótce także na fali radykalizmu w USA. Termin „nouvelle gauche” we Francji, był już znany w latach 50., nurt ten związany był z pismem Le Nouvel Observateur. Redaktor Claude Bourdet, próbował ukształtować trzecią pozycję, znajdującą się w opozycji między stalinizmem a socjaldemokracją oraz dwoma blokami okresu zimnej wojny.
W latach 1952–1959, podczas trwania rewolucji kubańskiej, młodzieżowy bunt nasilił się, a na ideologicznego przywódcę studentów związanych z Nową Lewicą wyrósł Ernesto Che Guevara, stając się od tej pory jedną z czołowych postaci popkultury. Rewolucja na Kubie zbiegła się w czasie z interwencją USA w Wietnamie. Lata 1957–1975 były czasem ogromnych protestów przeciw tej wojnie. Nowa Lewica buntowała się też przeciw stanowisku USA wobec kryzysu sueskiego. Do wzmocnienia ruchu Nowej Lewicy przyczyniły się też morderstwa na postępowych politykach (w tym czasie z powodów politycznych zginęli m.in. Patrice Lumumba, Herbert Lee, Martin Luther King).

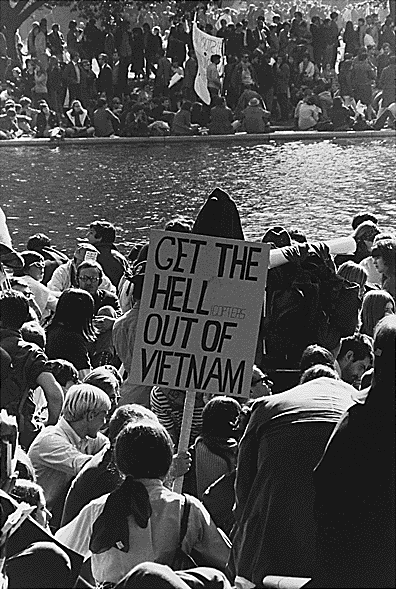
Protest przeciw Wojnie w Wietnamie. Waszyngton, D.C., 21 października, 1967 roku

Istotnym elementem Nowej Lewicy było wytworzenie się swoistej kontrkultury - jej wyrazem była rewolucja obyczajowa wyrażająca się w sztuce teatralnej, filmowej (np. Easy Rider), muzyce (np. musical Hair, festiwal w Woodstock w 1969). Jako jeden z symboli Nowej Lewicy uznany został model „siedzącej rewolucji”, czyli strajków poprzez okupację miejsc publicznych na siedząco.

### Kształtowanie się nowej lewicy
Określenie „Nowa Lewica”, zostało po raz pierwszy użyte przez Charlesa Wrighta Millsa w otwartym liście napisanym w roku 1960. Letter to the New Left jaką nazwę nosił ten list, krytykował tradycyjne podejście partii socjaldemokratycznych i autorytaryzm. Mills opowiadał się za przejściem od tradycyjnej lewicowości w stronę wartości kontrkultury oraz podkreślał perspektywę ruchu międzynarodowego. Według Davida Burnera, Mills zmienił postawę wielu partii lewicowych, które dotychczas uważały robotników za główną siłę rewolucyjną, nową siłą lewicy mieli być według niego młodzi intelektualiści. W Wielkiej Brytanii, w 1960 roku, założony został dziennik „New Left Review”, pismo stanowiło syntezę poglądów rewizjonistycznego marksizmu i humanizmu, odrzucając przy tym marksizm ortodoksyjny. W tym czasie wielu socjalistów było zaangażowanych w kampanię na rzecz rozbrojenia jądrowego, zapoczątkowaną w 1957 roku.
W 1960 roku z Socjaldemokratycznej Partii Niemiec usunięty został Socjalistyczny Związek Studentów Niemieckich na czele z Rudim Dutschkem. Grupa wysunęła się na pozycje lidera ruchu kontestacyjnego w Niemczech. Po wydaleniu z SPD, organizacja zradykalizowała się a w okresie buntów studenckich stała się rzecznikiem walki o rewolucyjne przemiany systemowo-społeczne w RFN.
W 1962 roku w Stanach Zjednoczonych powstała organizacja Studenci na Rzecz Demokratycznego Społeczeństwa, powstała ona z inicjatywy działaczy socjaldemokratycznej League for Industrial Democracy. Na czele nowej organizacji stanął Thomas Hayden. Manifest partii zapisany został w dokumencie Port Huron Statement (nazwa wywodzi się od miejscowości gdzie dokument został uchwalony), zgodnie ze statutem celem SDS była walka o system w którym jednostka będzie uczestniczyć w podejmowaniu decyzji określających jakość i przebieg jej życia.
We Francji główny ośrodek ruchu kontestatorskiego ukształtował się na uniwersytecie w Nanterre. Przedstawiciele tego ośrodku nazywani byli jako Wściekli z Nanterre. Grupie przewodził Daniel Cohn-Bendit. Ze środowiska studentów z Nanterre ukształtował się Ruch 22 Marca - organizacja, która zapoczątkowała głośne wystąpienia studentów paryskich z przełomu maja i czerwca 1968 roku.

### Protesty studenckie
W Stanach Zjednoczonych protesty studenckie w latach 1964–1965 przyczyniły się do powstania Ruchu Wolnego Przemówienia (Free Speech Movement). Siedzibą ruchu był kampus Uniwersytetu Kalifornijskiego w Berkley, za nieformalnych przywódców studentów tego okresu uważani są działacze tacy jak Mario Savio, Brian Turner, Bettina Aptheker, Steve Weissman, Art Goldberg i Jackie Goldberg. Działacze ruchu domagali się od administracji uczelni, zniesienia zakazu prowadzenia na jej terenie działalności politycznej i domagali się wolności głoszenia poglądów. Po względnym sukcesie organizacje studenckie spotkały się z niepowodzeniem rozszerzenia ruchu na inne grupy społeczne. W 1966 roku Nowa Lewica zaczęła stopniowo powracać do tradycyjnie marksistowskiej, walki o prawa pracownicze. Wydana w 1970 roku broszura The Student as Nigger kładła nacisk na prawa mniejszości afroamerykańskiej oraz prawa studentów. Inne ulotki i czasopisma ruchu ostrzegały studentów, aby nie prowadzili z wykładowcami dyskusji o polityce, gdyż może to skutkować wzmożona infiltracją ruchu przez akademicki establishment.
W Wielkiej Brytanii w połowie lat 60. działacze studenccy postanowili prowadzić działania zbliżone do tych prowadzonych przez ich amerykańskich odpowiedników. Szczególnie London School of Economics okazała się kluczowym punktem budowy nowego ruchu. Wpływy protestów przeciwko wojnie w Wietnamie i wydarzenia maja 1968 roku we Francji były mocno odczuwalne w brytyjskim ruchu Nowej Lewicy. Wielu przedstawicieli nurtu dołączyło do Międzynarodowych Socjalistów, organizacji później przekształconej w Socialist Workers Party. Inni związali się z organizacjami takimi jak International Marxist Group. Typową organizacją zgodną z linią Nowej Lewicy była skupiająca się na kwestiach przemysłowych „Solidarity”.

### 1968

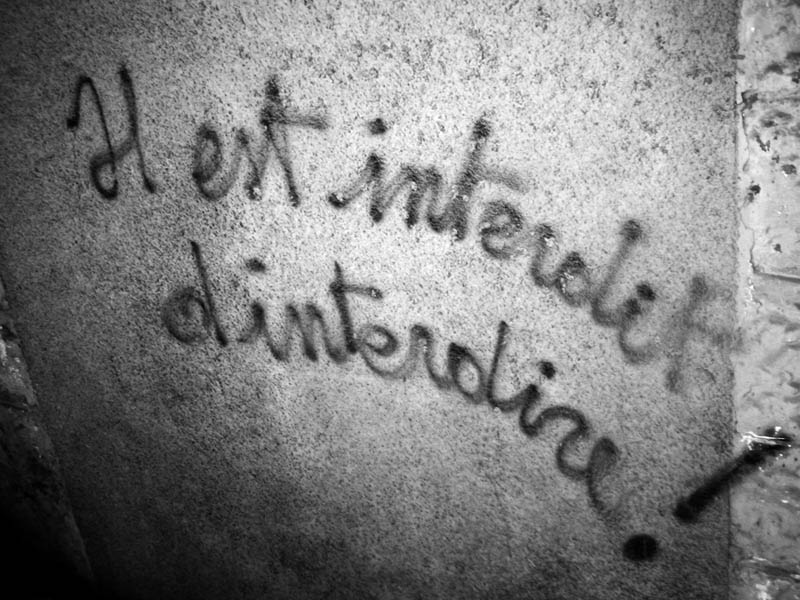
Slogan maja 1968, Paryż. „Zabrania się zabraniać.”

Jedność ruchu studenckiego skupionego wokół Nowej Lewicy przejawiła się w protestach które odbyły się na całym świecie w 1968 roku. Protesty w maju 1968 tymczasowo unieruchomiły Paryż, co zostało powtórzone przez studentów w Bonn. Studenci rozpoczęli okupacje wielu uniwersytetów, jednym z nich był Columbia University, szwedzcy studenci zajęli budynek przy Uniwersytecie Sztokholmskim, do podobnych wydarzeń doszło w Japonii. Protesty stopniowo zostały zdławione, co spowodowało wygaśnięcie ruchu na początku lat 70.
W latach 70. ruch był rozwijany przez myślicieli takich jak Nicos Poulantzas czy André Gorz.

## Nowa Lewica w Stanach Zjednoczonych
Na kształtowanie się ruchu wpłynęła wojna wietnamska oraz chińska rewolucja kulturalna. Podobnie jak lewica brytyjska, amerykańscy działacze krytykują komunizm w Związku Radzieckim, ale w przeciwieństwie do Brytyjczyków, nie zwracają się w kierunku trockizmu czy socjaldemokracji. Niektórzy przedstawiciele Nowej Lewicy argumentowali, że skoro ZSRR nie może być uznane za światowe centrum rewolucji proletariackiej, dotychczasowe miejsce ZSRR i jej przywódców muszą zastąpić tacy przywódcy jak Mao Zedong, Hồ Chí Minh i Fidel Castro. Innym elementem amerykańskiej Nowej Lewicy był anarchizm i wolnościowy socjalizm, oraz tradycje Robotników Przemysłowych Świata. Grupy te jednoczyły się wokół czasopisma „Radical America”. Amerykański autonomizm reprezentowany był przez min. Harry’ego Cleavera. Murray Bookchin uczestniczył w działalności Youth International Party.
Amerykańska Nowa Lewica, czerpała inspirację z radykalnych ruchów afroamerykańskich, takich jak ruch Czarnych Panter, w którym wyraźnie widoczny był wpływ ideologii maoistowskiej. Działalność Czarnych Panter wpłynęła na inne grupy takie jak Young Lords, Brown Berets czy Ruch Indian Amerykańskich. Działacze nowej lewicy powołali organizację Ruch Walki o Prawa Cywilne, organizacja występowała przeciwko wszelkim formom dyskryminacji, szczególnie rasowej. W latach 60. ukształtował się pacyfistyczny Student Nonviolent Coordinating Committee.
Nowa Lewica przyczyniła się do wzrostu znaczenia ruchów feministycznych oraz ruchu na rzecz ochrony środowiska, dotychczas często lekceważonych przez „starą lewicę”.
Students for a Democratic Society stała się rdzeniem Nowej Lewicy. SDS skupiała się na walce o prawa obywatelskie i kampanii antywojennej. w latach 1968 i 1969, na fali radykalizmu, SDS uległ rozłamom a duża część członków zwróciła się w kierunku maoizmu. Z ruchu wykrystalizowała się między innymi New Communist Movement czy nielegalna Weatherman.
Od czasu amerykańskiej inwazji na Wietnam wzrosły tendencje pacyfistyczne. SDS powołało Związek przeciw Służbie Wojskowej, członkowie organizacji m.in. palili karty powołania do wojska.  Wojna wietnamska prowadzona przez liberalnego prezydenta Lyndona Johnsona, stała się elementem spajającym Nową Lewicę na całym świecie. Johnson i jego urzędnicy stali się gośćmi niemile widzianymi na amerykańskich uczelniach, a ruch antywojenny uległ znacznemu ożywieniu. Kulminacyjnym punktem były protesty studenckie w czasie konwencji Partii Demokratycznej w 1968 roku.

## Nowa Lewica w Europie
Wpływ znanych z USA tendencji na lewicy, był najbardziej widoczny w Niemczech Zachodnich. W czasie praskiej wiosny, związkowcy wspierani przez reformatorski rząd Czechosłowacji, przejmowali kontrolę nad fabrykami. Motorem napędowym ideologii był francuski maj 1968 roku, której idee sprzyjały rozwojowi Międzynarodówki Sytuacjonistów. Włoskie grupy deklarujące przywiązanie do wartości Nowej Lewicy (głównie autonomiści), w odróżnieniu od nurtów z innych państw Europy, skupiali się na ruchu związkowym i walki o prawa pracownicze poprzez okupację fabryk. Holenderski ruch Provosi, czerpał głównie z ideologii anarchistycznej.

## Bojówki i ich pacyfikacja
Władze USA z biegiem czasu prowadziły coraz ostrzejszą walkę z buntującą się młodzieżą. Z tego powodu Nowa Lewica przybierała charakter coraz bardziej radykalny i militarny - wraz z postulatami, aby broń przestała być fundamentem władzy państwowej, organizacje takie jak Czarne Pantery zaczęły same broni używać. Reakcją rządu na te tendencje były stanowcze kroki, takie jak pacyfikacja University of California, Berkeley. Znana z brutalnych metod była Nowa Lewica w Japonii. Ruch na terenie Japonii rozwijał się jednocześnie z amerykańskim i brytyjskim, do szczególnego zainteresowania działalnością polityczną wśród studentów doszło w czasie okupacji uczelni w latach 60. W latach 70. niektóre grupy związane z Nową Lewicę, rozpoczęły działalność terrorystyczną, największymi grupami była Zjednoczona Armia Czerwona i Japońska Armia Czerwona.

## Literatura
- C. Wright Mills, Letter to the New Left, 1960
- Marxist-Humanism
- Marxists-Internet-Archive. Sekcja Polska
- Krzysztof Karolczak, Od chadecji do syjonizmu: szkice o myśli politycznej XX wieku, Warszawa 1996.
- Kazimierz Sidor, Rewolta studentów, Warszawa 1973.
- Roman Tokarczyk, Utopia „Nowej Lewicy” amerykańskiej, Warszawa 1979.